# Kanarievaktel
Kanarievaktel (Coturnix gomerae) är en förhistorisk utdöd fågel i familjen fasanfåglar inom ordningen hönsfåglar. Den förekom tidigare på öarna El Hierro, La Palma, Tenerife och Fuerteventura i Kanarieöarna. Den kan också ha funnits på Gran Canaria och Lanzarote, men inga benlämningar har hittats där ännu. Kanarievakteln levde troligen fortfarande när människor kom till öarna mellan två och tre tusen år sedan. Katter kan ha varit en orsak till dess försvinnande.